# San Nicolas, Ilocos Norte
San Nicolas là một đô thị hạng 4 ở tỉnh Ilocos Norte, Philippines. Theo điều tra dân số năm 2007, đô thị này có dân số 33.642 người trong 7.423 hộ.

## Barangays
San Nicolas được chia ra 24 barangay.
| - San Francisco - San Ildefonso - San Agustin (Bugnay) - San Baltazar - San Bartolome - San Cayetano - San Eugenio - San Fernando - San Gregorio - San Guillermo (Catuguing) - San Jose - San Juan Bautista | - San Lorenzo - San Lucas - San Marcos (Payas) - San Miguel - San Pablo - San Paulo - San Pedro (Bingao) - San Rufino - San Silvestre - Santa Asuncion (Samac) - Santa Cecilia (Barabar) - Santa Monica (Nagrebcan) |